# Hadrodelphis
Hadrodelphis is een geslacht van uitgestorven dolfijnen uit het Mioceen en Plioceen, dat leefde langs de kusten van het Amerikaanse continent. Dit dier behoort tot de Kentriodontidae, een familie die verwant aan is de moderne dolfijnen.

## Fossiele vondsten
Het geslacht Hadrodelphis omvat twee soorten:
- H. calvertense: de typesoort is bekend uit de Calvert-formatie in de Amerikaanse staat Maryland, die dateert uit het Langhien.
- H. poseidon: fossielen van deze soort zijn gevonden in Frankrijk.

Fossiel materiaal dat niet tot op soortniveau beschreven kon worden is in de Verenigde Staten gevonden in Virginia en Florida. Een tand van Hadrodelphis is gevonden in de Curré-formatie in Costa Rica, die dateert uit het Laat-Mioceen.

## Kenmerken
Hadrodelphis was een middelgrote tandwalvis met een lange snuit. Dit dier voedde zich met kleine vissen en Hadrodelphis maakte bij de jacht waarschijnlijk gebruik van echolocatie.

## Taxonomie
Harodelphis lijkt op Macrokentriodon door zijn grotere afmetingen en zijn grote tanddiameter. Hoewel hij traditioneel werd ingedeeld bij de Kentriodontidae, hebben recente cladistische analyses hem samen met Macrokentriodon teruggebracht in een clade met Kampholophos als zustertaxon van kroongroep Delphinida en meer afgeleid dan Kentriodon en Rudicetus.
Hadrodelphis poseidon werd beschreven op basis van twee afzondelijke tanden uit afzettingen uit het Mioceen van westelijk-centraal Frankrijk in 1971, maar de geldigheid werd in twijfel getrokken door Dawson (1996).